# Marino Marini (cantante)
Marino Marini (Seggiano, Toscana, 11 de mayo de 1924 – Milán, 20 de marzo de 1997) fue un cantante, compositor y productor discográfico italiano, en los años 50 y 60.

## Trayectoria artística[2]
Nacido en Toscana en una familia de músicos originarios de Montecelio, cerca a Roma, pasa su adolescencia en Bolonia donde estudia violín y composición en el conservatorio y al mismo tiempo consigue el diploma di eletrotécnico, comienza a trabajar como profesor de música, posteriormente será director artístico en un teatro de Nápoles y perfecciona su formación musical en el Conservatorio di San Pietro a Majella. En 1949 viaja a Estados Unidos como música del barco polaco "Sobieski", la escena musical americana le dejará una profunda influencia.
Vuelve a Italia, empieza a escribir temas con su cuarteto y actúan en salas de fiestas. En La Conchiglia de Nápoles actúan durante cinco años, con un repertorio de estándares internacionales (I love Paris, Rico vacilon), canción napolitana (La pansé, Io mammeta e tu). En 1955 va a Milán donde actúa en Caprice y publica sus primeros discos en la discográfica Durium; en 1956 canta por primera vez en TV, en 1958 debuta en París, en el Teatro Olympia, su primer éxito es Bambino, versión francesa de Guaglione, que después canta Dalida, así como otras quince canciaones. También le cantará en numerosas ocasiones la artista Caterina Valente. En 1958 llega al Reino Unido, donde actúa con Jerry Lewis en un espectáculo en el London Palladium. 
Su éxito pasa también por la adaptación de otros autores como Domenico Modugno (Piove (ciao ciao bambina), Lazzarella, Rocco Granata, Marina, o de Renato Carosone Maruzzella. En 1960 se presenta en el Festival di Napoli 1960 como arreglista y director de orquesta del tema Ue ue che femmena, segundo puesto. El tema más popular compuesto por Marino Marini es La più bella del mondo, que obtendrá más éxito en la versión de Don Marino Barreto Junior.
Se retiró de la actuación en los años 70, pero siguió trabajando en la industria discográfica como productor, fundando con su esposa Anna Scocca la discográfica Tiffany, con su clausura en los años 80, trabaja en la dirección de Fonit Cetra. Falleció en Milán en 1997, sus cenizas reposan en el Cementerio Maggiore de Milán.

## Marino Marini y su cuarteto
- Marino Marini: voz, piano
- Ruggero Cori: voz, bajo (1954-1960)
- Vittorio Benvenuti: voz, bajo (1960-1963)
- Franco Cesarico: voz, bajo (1963-1966)
- Sergio Peppino: batería (1954-1958)
- Angelo Piccarreta: batería (1958-1960)
- Petito di Pace: batería (1960-1963)
- Totò Savio: guitarra (1954-1960)
- Bruno Guarnera: guitarra (1960-1963)
- Francesco Ventura: guitarra (1963-1966)

## Discografía parcial[3]

### 45 rpm[4]
- 1955 - Parata di giocattoli/O (Durium, Ld A 6025)
- 1955 - Papa Loves Mambo/Miguel (Durium, Ld A 6026)
- 1956 - Casanova/Learnin' The Blues (Durium, Ld A 6034)
- 1956 - Lucianella/Sole giallo (Durium, Ld A 6035)
- 1956 - Sweet And Gentle/Rico Vacilón (Durium, Ld A 6046)
- 1956 - Lettre a Virginie/Hagi Baba (Durium, Ld A 6049)
- 1956 - Pesca Pascà/Seven Lonely Days (Durium, Ld A 6057)
- 1956 - La più bella del mondo/Shine On Harvest Moon (Durium, Ld A 6058)
- 1956 - Guaglione/Che m'è 'mparato a ffà (Durium, Ld A 6059)
- 1956 - Que será será/Lisboa antigua (Durium, Ld A 6069)
- 1957 - Luna lunatica/Che c'è Conce'? (Durium, Ld A 6086)
- 1957 - Armen's Theme / (Durium, Ld A 6087)
- 1957 - Don Ciccio 'o piscatore/Mariantò (Durium Ld a 6112)
- 1958 - Domenica è sempre domenica/La bella del giorno (Durium, Ld A 6218)
- 1958 - Come prima/Se so' scetate l'angele (Durium, Ld A 6289)
- 1958 - Peppenella/Povera chitarrella (Durium, Ld A 6312)
- 1959 - I Could Have Danced All Night/Sauna Bad (Durium, Ld A 6343)
- 1959 - Li per li / Una marcia in Fa (Durium, Ld A 6484)
- 1959 - Giuvannino alla Torretta/Quando dicesti si (Durium, Ld A 6613)
- 1959 - Basta un poco di musica/Come Softly To Me (Durium, Ld A 6614)
- 1959 - Vamos/Quando dicesti si (Durium, Ld A 6615)
- 1959 - Sei bella/Marina (Durium, Ld A 6679)
- 1959 - Lisbona mia/Un telegramma (Durium, Ld A 6681)
- 1959 - I Sing ammore/Ritroviamoci (Durium, Ld A 6720)
- 1959 - Maria Maddalena/Kriminal tango (Durium, Ld A 6721)
- 1959 - Libero/Notte mia (Durium, Ld A 6746)
- 1959 - Romantica/È vero (Durium, Ld A 6747)
- 1959 - Oh, oh, Rosy/Luna napoletana (Durium, Ld A 6788)
- 1959 - Abbracciami/Ciao Porto (Durium, Ld A 6789)
- 1959 - Mustafà/Lasciate star la Luna (Durium, Ld A 6791)
- 1959 - 'O prufessore 'e Carulina/Uè, uè, che femmena!(Durium, Ld A 6834)
- 1959 - E stelle cadente / (Durium, Ld A 6835)
- 1959 - Briciole di baci / (Durium, Ld A 6848)
- 1959 - Les enfants du Pirée (Uno a me ed uno a te)/Gridalo al mondo (Durium, Ld A 6904)
- 1959 - Amore a Palma de Mallorca / (Durium, Ld A 6905)
- 1959 - Era scritto nel cielo/T'amerò dolcemente (Makin' Love) (Durium, Ld A 6931)
- 1959 - Coriandoli/Vamos(Durium, Ld A 6951)
- 1959 - Era scritto nel cielo/Fermati(Durium, Ld A 6952)
- 1959 - Maschere - Maschere - Maschere/Un'ora senza te (Durium, Ld A 6984)
- 1959 - Amore a Palma de Mallorca / (Durium, Ld A 6989)
- 1961 - Calcutta (Io parto per Calcutta)/Non sei mai stata così bella (Durium, Ld A 7026)
- 1961 - Sei bella/Un'ora senza te (Durium, Ld A 7027)
- 1961 - Ti regalo la Luna/Un'ora senza te (Durium, Ld A 7044)
- 1961 - Da-da-um-pa / (Durium, Ld A 7111)
- 1961 - Moliendo café/Rosita cha cha cha (Durium, Ld A 7126)
- 1962 - Bella bella bambina / (Durium, Ld A 7141)
- 1962 - Addio, addio / (Durium, Ld A 7151)
- 1962 - Jessica/It's Better To Love (Durium, Ld A 7152)
- 1962 - Irena/Caterina (Durium, Ld A 7170)
- 1962 - Caffettiera twist/Mille luci (Durium, Ld A 7183)
- 1962 - Esperanza/Poco pelo (Durium, Ld A 7184)
- 1962 - Oh! Ma Ma Twist / (Durium, Ld A 7201)
- 1962 - Desafinado / (Durium, Ld A 7219)
- 1962 - Perdóname/Lolita Ya Ya (Durium, Ld A 7221)
- 1962 - Madison-Girl/Maria Maddalena (Durium, Ld A 7227)
- 1963 - Baciami stasera/Tre lunghi baci (Durium, Ld A 7267)
- 1963 - Giovane giovane / (Durium, Ld A 7282)
- 1964 - Paperina / (Durium, Ld A 7335)
- 1964 - Amo solo te / (Durium, Ld A 7336)
- 1964 - 20 km al giorno / (Durium, Ld A 7348)
- 1964 - Stasera no-no-no / (Durium, Ld A 7349)
- 1964 - Bella bionda / (Durium, Ld A 7371)
- 1964 - Ho capito che ti amo/Mi sento stupido (Durium, Ld A 7389)
- 1964 - Così simpatica / (Durium, Ld A 7410)
- 1965 - Letkis-jenka/Sekaletka (Durium, Ld A 7412)
- 1965 - Quando el/Spazio (Durium, Ld A 7462)